# Escuela de Aviación Naval (Argentina)
La Escuela de Aviación Naval (ESAN) es una unidad de la Armada Argentina con asiento en la Base Aeronaval Punta Indio, en la provincia de Buenos Aires. Forma parte de la Escuadra Aeronaval N.º 1, Fuerza Aeronaval N.º 1, en el marco del Comando de la Aviación Naval.

## Historia
En 1978 la Armada Argentina adquirió un lote de 15 aviones turbohélice T-34C-1 Turbo Mentor para reemplazar los T-28 Trojan de la Escuela de Aviación Naval. Los mismos fueron destinados para la instrucción de pilotos. Sin embargo, la Aviación Naval dispuso que también cumplieran funciones de ataque y por ello los aviones recibieron matrículas de «ataque» («1-A-401» a («1-A-415»).

### Conflicto del Atlántico Sur
Con un total de cuatro aviones T-34C-1 Turbo Mentor, pertenecientes a la 4.ª Escuadrilla Aeronaval, un grupo de cinco oficiales aviadores navales estableció la Estación Aeronaval Calderón, en la Isla Borbon situada al norte de las islas, a partir del 29 de abril de 1982. La Estación se creó en el aeródromo de Puerto Calderón, con una pista de aterrizaje de 600 metros de longitud. La Infantería de Marina se hizo cargo de la defensa de la pista y los aviones, en tanto que los aviadores y mecánicos debían proteger sus albergues.
El 1° de mayo de 1982 se produjeron las primeras refriegas. La unidad despachó tres aviones para interceptar helicópteros enemigos en cercanías de Puerto Argentino. Al arribar esta zona, dos aviones Sea Harrier (Lt. Com. Sharkey Ward - Lt. Mike Watson) interceptaron a tres T-34C-1. Estos realizaron maniobras evasivas incluyendo tijeras. Los argentinos escaparon y regresaron a la Estación. De acuerdo al relato de uno de los pilotos ingleses, la acción tuvo lugar 25 millas al norte de Puerto Argentino. Los ingleses lograron detectar el vuelo de tres T-34 C volando cercanos a la costa; tras salir de una capa de nubes les dispararon ráfagas de cañones. Finalmente los pilotos argentinos lograron usar las nubes como cobertura.
El 15 de mayo de 1982, una unidad de comandos británica atacó la Estación Aeronaval Calderón. Los aviones T-34C-1 resultaron dañados gravemente al punto de quedar inoperables, al igual que los IA-58 de la Fuerza Aérea Argentina.
El personal aeronáutico permaneció en la isla hasta el 1 de junio de 1982, día en cual fueron evacuados al continente. La 4.ª Escuadrilla Aeronaval completó 43 horas de vuelo cumpliendo tres misiones de combate y perdiendo cuatro aviones.